# Элоп, Стивен
Стивен Элоп (англ. Stephen Elop; род. 31 декабря 1963, Анкастер, Онтарио, Канада) — канадский бизнесмен; с 2010 по 2013 годы — генеральный директор корпорации Nokia.

## Биография
Родился 31 декабря 1963 года в городке Анкастер (провинция Онтарио, Канада). Учился в Университете Макмастера (г. Гамильтон, Онтарио). Получил степень бакалавра в компьютерных науках и бизнесе.
Работал на руководящих должностях в компаниях Juniper Networks, Macromedia, Adobe Systems. С 2008 г по сентябрь 2010 г. — глава Microsoft Business Division, подразделения корпорации Microsoft, отвечающего за разработку Microsoft Office и других бизнес-приложений.
21 сентября 2010 г. назначен на должность генерального директора Nokia.
Стивен Элоп женат на Нэнси Элоп, у них пятеро детей.

### Карьера
1992—1998: Директор по информационным технологиям в Boston Chicken.
1998—2005: На разных должностях, включая должность исполнительного директора (CEO) в Macromedia
В этой должности Элоп пробыл три месяца, до момента слияния с компанией Adobe Systems.
2005—2006: Президент по операциям за рубежом в Adobe Systems.
2007—2008: Главный операционный директор (COO) в Juniper Networks.
2008—2010: В руководстве компании Microsoft, отвечал за продвижение линейки продуктов Microsoft Office.
С сентября 2010 года — на должности главного исполнительного директора (CEO) в компании Nokia с годовым окладом 1.4 млн долларов (не считая разовой компенсации «возможных доходов от предыдущего работодателя» в 6 млн долларов).
С сентября 2013 года возглавлял подразделение Devices and Services в компании Nokia. И в том же году, когда компания Nokia продала Microsoft свой телефонный бизнес, Элоп вернулся в американскую корпорацию Microsoft возглавив подразделение Device Group, отвечающее за выпуск смартфонов и планшетов корпорации Microsoft.
В июне 2015 года корпорация Microsoft объявила об объединении двух подразделений в единое, которое получило название Windows and Devices Group, и об отставке Стивена Элопа.

### Деятельность на посту главы Nokia
Первые несколько месяцев Стивен Элоп изучал ситуацию в компании и разрабатывал стратегию перемен. В феврале 2011 г он выступил с обращением под названием «Burning Platform» («Горящая платформа»), предназначенным для внутреннего использования, но немедленно ставшим достоянием прессы. В этом обращении позиция компании Nokia на рынке смартфонов была уподоблена человеку, стоящему на краю горящей нефтяной платформы.
Как признавал позднее сам Элоп,, это заявление подкосило продажи смартфонов на основе Symbian.
Элоп анонсировал новую стратегию Nokia, предусматривающую ускоренный переход с операционной системы Symbian на Windows Phone. Предыдущая стратегия предусматривала плавный переход от Symbian на операционную систему MeeGo — совместную разработку Intel и Nokia на базе  Linux.
За время руководства Элопа доля смартфонов Nokia на рынке упала с 29 % (IV квартал 2010 года) до 3 % (IV квартал 2012 года). Некоторые авторы прямо говорят о том, что это непосредственный результат деятельности Элопа на посту главы Nokia.
3 сентября 2013 года продал подразделение Nokia, занимающееся производством мобильных телефонов компании Microsoft по рекордно низкой цене 5,44 млрд €.

## Критика
Многие считают, что гибель Nokia устроил сам Элоп. Об этом свидетельствует отчёт о продажах — за 2 года Nokia потеряла около 26 % рынка, также существует версия, что Стивен Элоп был посланником из Microsoft, чтобы в дальнейшем продать финскую компанию по минимальной цене.
Финское YLE отмечает, что Элоп платил в Финляндии льготный фиксированный подоходный налог в размере 35 %, которым пользуются в стране лишь около 100 иностранных предпринимателей, а сумма его личного гонорара от продажи Nokia составит 18,8 млн евро или 17 500 евро за каждый день управления компанией (4,2 млн евро — зарплата и бонусы за работу, а 14,6 млн — гонорар, привязанный к курсу акций на 6 сентября). Премьер-министр Юрки Катайнен назвал сумму вознаграждения огромной и заявил, что подобные прецеденты усиливают чувство несправедливости среди народа. Представители самой компании Nokia заявили, что сумма вознаграждения является стандартной и она была оговорена в контракте от 2010 года. В общей сложности, после продажи компании, бизнесмен получил 9,66 миллионов евро в качестве премиальных и зарплаты, а также компенсацию на сумму более 24,2 миллионов евро (из этой суммы 20,1 миллионов евро — это акции Nokia по курсу на 24 апреля 2014 года).